# Does This Look Infected?
Does This Look Infected? — второй альбом панк-группы Sum 41, выпущен 26 ноября 2002 года лейблом Island Records.

## Об альбоме
На обложке альбома «Does This Look Infected?» Стив Джоз, раскрашенный как зомби. Обложка была придумана за несколько месяцев до того, как придумали название альбома. Выход альбома даже хотели перенести из-за того, что название к нему так и не придумали. Дерик думал о названии альбома и сказал, что он как будто зараженный из-за того, что название никак нельзя придумать, группа посмеялась над его словами и решили так и назвать альбом «Does This Look Infected?»
Песня «A.N.I.C.» об Анне Николь Смит.
Песня «Still Waiting» играет в начальных титрах игры «Obscure».

## Список композиций
1. «The Hell Song» — 3:18
2. «Over My Head (Better Off Dead)» — 2:29
3. «My Direction» — 2:02
4. «Still Waiting» — 2:38
5. «A.N.I.C.» — 0:37
6. «No Brains» — 2:46
7. «All Messed Up» — 2:44
8. «Mr. Amsterdam» — 2:56
9. «Thanks for Nothing» — 3:04
10. «Hyper-Insomnia-Para-Condrioid» — 2:32
11. «Billy Spleen» — 2:32
12. «Hooch» — 3:28

## Бонусные песни
- «Reign in Pain (Heavy Metal Jamboree)» (бонусная песня для Великобритании)
- «WWVII Parts 1 & 2» (бонусная песня для Великобритании)

## Синглы
- «Still Waiting» — 2002
- «The Hell Song» — 2003
- «Over My Head (Better Off Dead)» — 2003

## Участники записи
- Дерик Уибли — вокал, гитара, на барабанах в 13 и 14 треках
- Дэйв Бэкш — гитара, бэк-вокал
- Джейсон МакКэслин — бас
- Стив Джоз — барабаны, вокал в 13 и 14 треках